# Archaeotinodes dives
Archaeotinodes dives là một loài Trichoptera hóa thạch trong họ Ecnomidae.